# Paul Florian Aigner
Paul Florian Aigner (* 15. September 1972 in Linz) ist ein zeitgenössischer österreichischer Bildhauer und Objektkünstler.

## Leben
Paul Florian Aigner wuchs als Sohn des Malers Fritz Aigner und dessen Frau Helga (geborene Traexler) in Linz auf. 1998 Beginn des außerordentlichen Studiums der Meisterklasse Bildhauerei an der Universität für künstlerische und industrielle Gestaltung Linz. 2000 begann er ein Studium in der Meisterklasse Bildhauerei bei Erwin Reiter an der Universität für künstlerische und industrielle Gestaltung Linz. Es folgte 2004 ein Auslandssemester an der Hochschule der Bildenden Künste Athen, Griechenland und 2007 das Erlangen des Diploms. Von 2004 bis 2007 war er Mitglied des Stadtkulturbeirates Linz. 2007 heiratete er Zorica Nikolic, eine akademische Malerin, mit der er zwei Kinder hat.  Seit 2008 lebt und arbeitet das Ehepaar in Wien, wo sie das gemeinsame Atelier Aigner gründeten.

## Ausstellungen (Auswahl)
- 2000
  - Galerie Grünwald, Linz

- 2001
  - „Fritz Aigner und Söhne“, Raiffeisenbank Ottensheim, OÖ.[3]
  - „Feme et Home“, Galerie Art de Plastiq, Nizza, Frankreich

- 2002
  - „Fritz Aigner und seine Söhne“ Stadtgalerie Traun, OÖ.

- 2003
  - „4mal Aigner“, Oberösterreichische Versicherung, Linz

- 2004
  - „Kunst des Fantastischen Realismus“ Stanglwirt, Tirol
  - „Kunst des Fantastischen Realismus 2“, St. Moritz, Schweiz
  - „Aignerart“, Salzamt, Linz

- 2005
  - „Künstlerdynastie Aigner“ Casino Linz
  - „Der Kunst auf den Zahn fühlen“ Linz
  - „In Memoriam Fritz Aigner“ zum 75. Geburtstag des Künstlers, Linz
  - „Anfang 30“ Werkschau, Steyr
  - „Kunst, Aigner Söhne-der Wiener Professor zu besuch im Atelier des alpenländischen Marinemalers“, Linz

- 2006
  - „Aignerartiges“ Trierenbergart, Traun, OÖ.

- 2007
  - „Hochteitsausstellung mit meiner Frau Zorica“, Galerie Hofkabinett, Linz

- 2008
  - Ausstellung Stadtgalerie Traun, OÖ.[4]
  - „Fantastisches in Bildern und Skulpturen“, 44er Haus, Leonding, OÖ.
  - Ateliereröffnung „Atelier Aigner“, Steingasse 26, 1030 Wien

- 2009
  - „Vice Versa Art Linz-Vilnius“ Galerie Arka, Vilnius, Litauen
  - „Vice Versa Art Linz-Vilnius-eine Retrospektive“, Galerie Fröhlich, Linz
  - „Fantastisches Zusammenspiel“, Galerie Fröhlich, Linz[5]
  - „Höhepunkte 09“, Galerie Fröhlich, Linz

- 2010
  - Bronzegussworkshop, Csongrad, Ungarn
  - Lange Nacht der Museen, Wiener Urania
  - Kunstmuseum Lentos, Ausstellung Lions Club, Linz
  - Galerie Fröhlich, Linz

- 2012
  - „Fantastisches Zusammenspiel“ Phantasten Museum, Palais Palfy, Wien[6] Zweimal Aigner im Phantastenmuseum Wien
  - „Fantastisches Zusammenspiel in Traun“ Stadtgalerie Traun, OÖ.[7][8]

- 2014
  - „Lions im Museum Angerlehner“, Museum Angerlehner, Wels, OÖ

## Öffentliche Sammlungen
- Museum Angerlehner Wels, OÖ
- Phantasten Museum Palais Pálffy (Josefsplatz) Wien

## Publikationen (Auswahl)
- Künstler im Lexikon Surreal von Gerhard Habarta